# United States Camel Corps

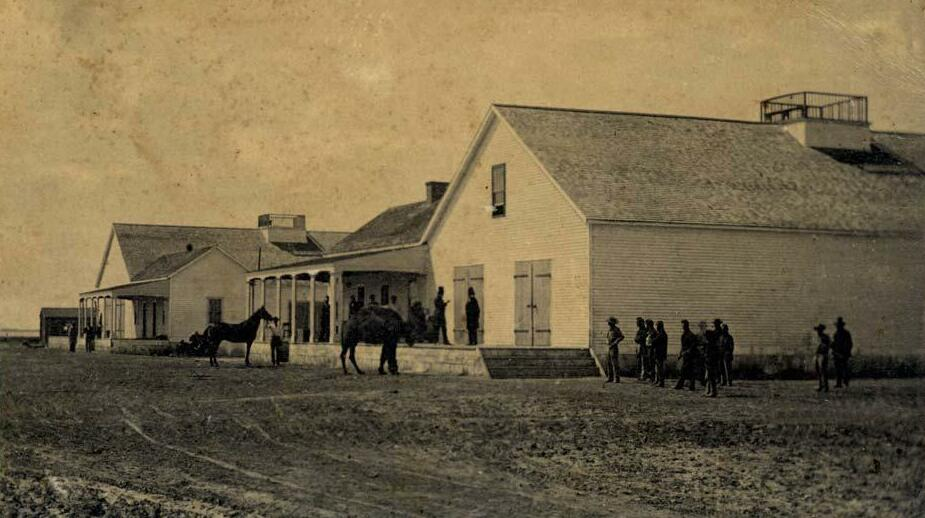
En militärkamel framför förläggningen i Kalifornien.

United States Camel Corps eller USA:s kamelkår var ett försök av den amerikanska armén att använda kameler som lastdjur i sydvästra USA. Försöket, som pågick från 1856 till 1866 avbröts efter amerikanska inbördeskriget.

## Bakgrund
Amerikanska arméns hästar och mulor hade svårt att klara sig i de ökenområden i sydvästra USA som erövrades på 1800-talet. Det var brist på vatten och många av lastdjuren dog av uttorkning.
I en rapport från 1836 föreslog överste George H Crosman att armén skulle använda kameler för transport av förnödenheter i öknen. Han diskuterade det med general Henry Wayne som lade fram förslaget för senator Jefferson Davis. När Davis hade avancerat till posten som USA:s krigsminister lyckades han att få kongressen att godkänna ett försök år 1855.
Wayne fick i uppdrag att skaffa kameler för $30 000 och reste med fartyget USS Supply till Europa tillsammans med sina medhjälpare. Gruppen tittade på kameler i djurparker i London och besökte Italien där storhertig Leopold II hade 250 kameler som enligt uppgift utförde  1 000 hästars arbete.
På en resa till Nordafrika köpte gruppen totalt 33 kameler av olika slag, tre i Tunisien, nio i Egypten och 21 i Turkiet. Kamelerna anlände till Indianola i Texas 14 maj 1856 ombord på USS Supply och  fördes i karavan till Camp Verde, en förläggning där de tränades. Året efter köptes ytterligare 41 kameler och de användes med gott resultat vid spaningsuppdrag och på expeditioner. Kamelerna vandrade upp till 60 kilometer om dagen, hade lätt för att finna föda och klarade sig utan vatten i 8-10 dagar. De var dock svårhanterliga, skrämde hästarna och luktade illa. År 1858 förlades en del av kamelkåren till Fort Tejon i Kalifornien. 
Camp Verde erövrades av Sydstatsarmén under inbördeskriget men de använde sig inte av kamelerna.

## Avveckling

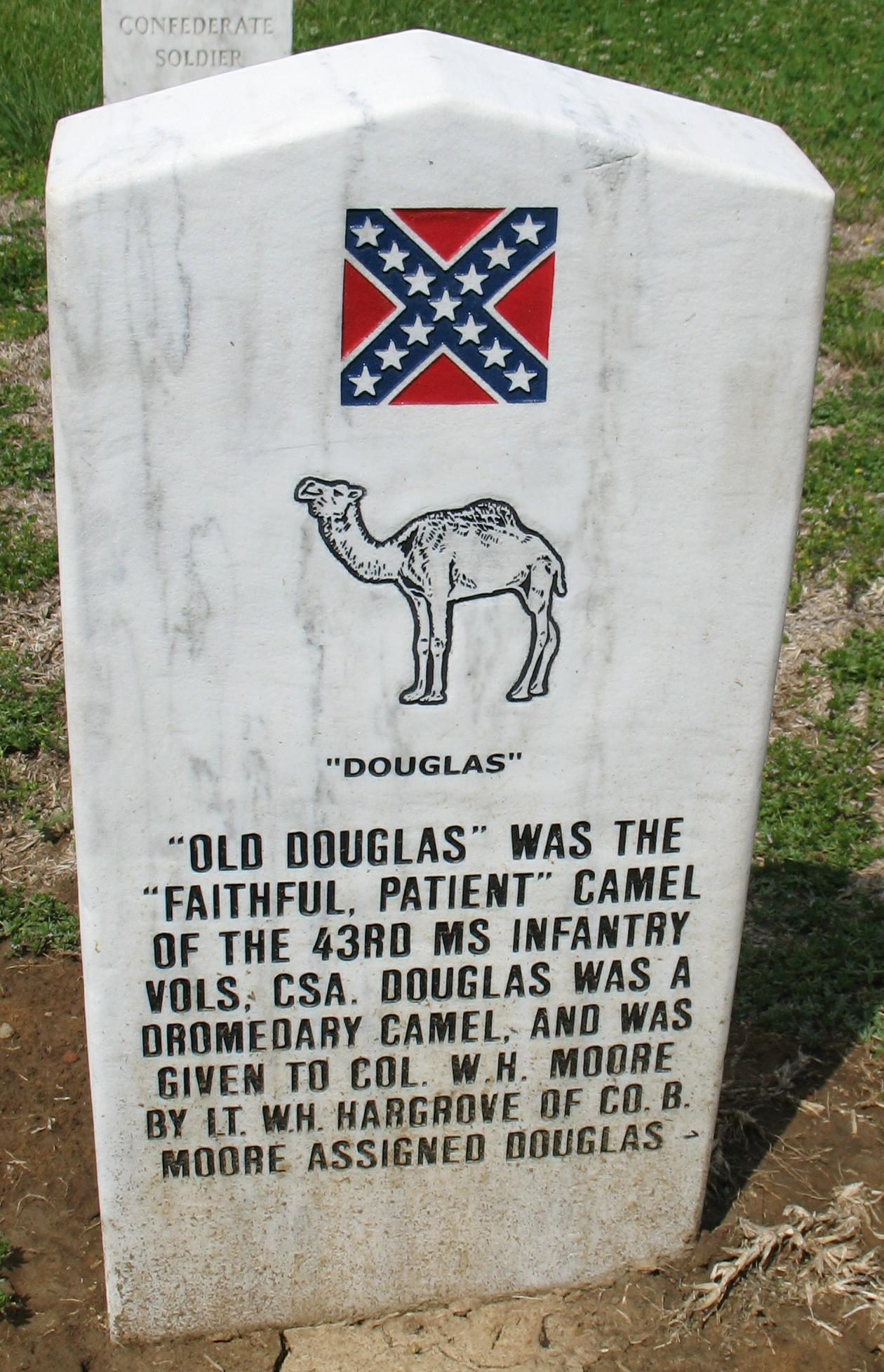
Gravsten över dromedaren Douglas.

Efter avvecklingen av kamelkåren såldes Camp Verdes 66 kvarvarande kamelerna på auktion eller släpptes fria i öknen. En av dem "Douglas" hamnade i Mississippi som maskot för 43:e infanterikåren där han ingick i militärorkestern och transporterade dess instrument och utrustning. Han dödades i slaget vid Vicksburg.